# آلوی هندی
آلوی هندی یا قهوه هندی (نام علمی: Flacourtia indica) نام یک گونه از تیره بیدیان است.